# Andreas Arosin
Andreas Arosin, född 23 maj 1735, död 1815, var en svensk borgmästare, riksdagsledamot och politiker.

## Biografi
Andreas Arosin föddes 1735 och var son till rådmannen Johan Arosin (1695–1756) och Anna Gjers. Han arbetade som rådman i Säters stad och blev 1789 borgmästare i staden. Arosin avled 1815.
Arosin var riksdagsledamot för borgarståndet i Säter vid riksdagen 1786, riksdagen 1789, riksdagen 1792 och riksdagen 1800.
Arosin gifte sig 1759 med Gustafva Greta Engren.